# Rückrufaktion
Rückrufaktionen sind aktive Maßnahmen von Unternehmen (Herstellern sowie Händlern) zur Abwendung von Personen- oder Sachschäden durch fehlerhafte Produkte oder Dienstleistungen. Die Rechtsgrundlagen für Rückrufe sind in Deutschland durch das Produktsicherheitsgesetz (ProdSG) geregelt. Zudem sind Verordnungen der Europäischen Union zu beachten.

## Grund und Durchführung
Produkte werden meist dann zurückgerufen, wenn nach Einschätzung des Herstellers durch Mängel oder Fehlfunktionen des Produktes ein über das akzeptable Maß hinaus deutlich erhöhtes Risiko besteht, dass der Verbraucher/Anwender oder Sachen in dessen Umfeld zu Schaden kommen können. In die Risikobewertung fließt auch der Vergleich zu erwartender Rückrufkosten mit möglichen Schadenersatzforderungen ein. Manche Unternehmen begleichen eher einen Schaden, als bundes-/europa-/weltweit einen irreparablen Imageschaden zu erleiden. Auch gibt es Haftpflichtversicherungen für solche Fälle.
Um fehlerhafte Bauteile eingrenzen zu können, ist deren Rückverfolgbarkeit in der Produktion ein wichtiges Erfordernis. Hierzu wurde die Dokumentation innerhalb des Fertigungsablaufes beim Hersteller sowie die Kennzeichnung auch einfacher Bauteile mit einem Datumscode oder einer Chargennummerierung ausgebaut. Insbesondere bei Verbrauchsgütern und nicht-technischen Gebrauchsgütern ist es nach dem Verkauf durch den Handel in der Regel nicht mehr nachvollziehbar, wohin ein Produkt verkauft wurde.
Zum Rückruf von fehlerhaften/unsicheren Produkten sind Anzeigeaktionen in Massenmedien (insbesondere in Tageszeitungen) üblich. Dabei wird meist der Umtausch im Handel, manchmal auch das (tlw. kostenfreie) Einsenden der mangelhaften Ware angeboten. Veröffentlichungen in den Medien erreichen meist weniger als 20 % der betroffenen Kunden. Auch einige Internetportale veröffentlichen Produktrückrufe. Automobilhersteller sind gesetzlich verpflichtet, das Kraftfahrt-Bundesamt einzuschalten.
Es kommt vor, dass die Bemühungen der Produzenten zur Rückholung fehlerhafter Produkte unterlaufen werden. So gibt es Verkäufer, die rückgerufene Produkte in ihrem Bestand melden, gegenüber dem Hersteller deren Vernichtung erklären und eine Gutschrift erhalten. Anschließend tauchen diese Produkte in Internetauktionen auf und werden dort verkauft. Solche unlauteren Methoden kann man bspw. bei eBay melden.

## Geschichte
Zahlreiche Rückrufaktionen insbesondere von Automobilherstellern, Arzneimitteln, Haushaltsgeräten und in der Lebensmittelindustrie zeugen von vorausgegangenen Fehlproduktionen. Die ersten Rückrufaktionen erfolgten durch Automobilhersteller in den USA im Jahre 1903 (Packard), 1916 (Buick) oder 1924 (Maxwell). Das Reichsgericht verpflichtete 1940 bei seinen „Bremsen-Entscheidungen“ den Hersteller über das Deliktsrecht zur Beseitigung der Gefahren und verlangte, dass ein Produkt grundsätzlich verkehrssicher in den Verkehr gebracht werden muss.
Rückrufe fanden früher meist ohne besondere Öffentlichkeitsarbeit statt. So stellte sich 1966 heraus, dass zwischen 1959 und 1965 in den USA insgesamt etwa 8,7 Millionen PKW betroffen waren, von 1966 bis 1979 kam es zu 83,7 Millionen Rückrufen. Im Oktober 1982 gab es einen US-weiten Rückruf von Tylenol-Präparaten, von denen schätzungsweise 31 Millionen Flaschen im Umlauf waren. Im Jahr 1991 kam es zu 703 Fehlerbeseitigungen, die 39 Millionen Produkte betrafen.
Seit April 1997 gilt in Deutschland das Produktsicherheitsgesetz (ProdSG), dessen Neufassung seit Juli 2021 in Kraft ist. Es hat zum Ziel, den Verbraucher vor unsicheren Produkten zu schützen. Zentraler Anknüpfungspunkt ist nach § 2 Nr. 5 ProdSG die bestimmungsgemäße Verwendung, für die ein Produkt nach den Angaben des Herstellers vorgesehen ist, oder die übliche Verwendung, die sich aus der Bauart und Ausführung des Produkts ergibt. Ein Hersteller kann danach verpflichtet werden, einen Rückruf durchzuführen.
Die an den Neuzulassungen gemessene Rückrufquote bei Kraftfahrzeugen belief sich im Jahre 2014 in Deutschland auf durchschnittlich 63 %, wobei Subaru mit einer Rückrufquote von 640 % führte, gefolgt von Jaguar/Landrover (261 %) und Honda (242 %).

## Beispiele von Rückrufaktionen

### Lebensmittelbranche
In der Lebensmittelindustrie sind Lebensmittelrückrufe neben dem Verbraucherschutz auch eine Maßnahme zur Gewährleistung der Lebensmittelsicherheit. Im EU-Recht ist die Verpflichtung verankert, die gesamten Fertigungsstufen und Absatzketten einzubeziehen und somit vollständig rückverfolgen zu können. Gemäß Verordnung (EG) Nr. 178/2002 trägt jeder Lebensmittelunternehmer auf seiner Fertigungsstufe die Verantwortung für die Lebensmittelsicherheit. Lebensmittelunternehmen müssen Produkte zu ihren Lieferanten und Kunden zurückverfolgen können (Rückverfolgbarkeit) und müssen nicht-sichere Lebensmittel vom Markt nehmen (durch Rücknahme). Rückrufe von Babynahrung sowie von Produkten mit Salmonellen fanden besondere öffentliche Aufmerksamkeit. Gemäß dieser EU-Verordnung trägt jeder Lebensmittelunternehmer auf seiner Fertigungsstufe die Verantwortung für die Lebensmittelsicherheit. Lebensmittelunternehmen müssen Produkte zu ihren Lieferanten und Kunden zurückverfolgen können (Rückverfolgbarkeit) und müssen nicht-sichere Lebensmittel vom Markt nehmen (durch Rücknahme). Durch die weite Legaldefinition wird von diesen Pflichten die Urproduktion (Agrarprodukte aus der Landwirtschaft und Fischerei), die Transport- und Lieferketten der Logistik und die sich anschließenden Verarbeitungsstufen des Groß- und Lebensmitteleinzelhandels (auch Supermärkte) von der Regelung erfasst.
Technische Probleme in der Fertigung sind oftmals der Grund für einen Rückruf (Beispiele: Glassplitter in Karottensalat, Metallabrieb in Marshmallows und Natronlauge).
Seit Oktober 2011 betreibt das Bundesamt für Verbraucherschutz und Lebensmittelsicherheit (BVL) zusammen mit den Bundesländern das Portal www.lebensmittelwarnung.de. In der Schweiz werden öffentliche Warnungen und Rückrufe von Lebensmitteln auf einer Seite des Bundesamts für Lebensmittelsicherheit und Veterinärwesen veröffentlicht.

### Automobilbranche

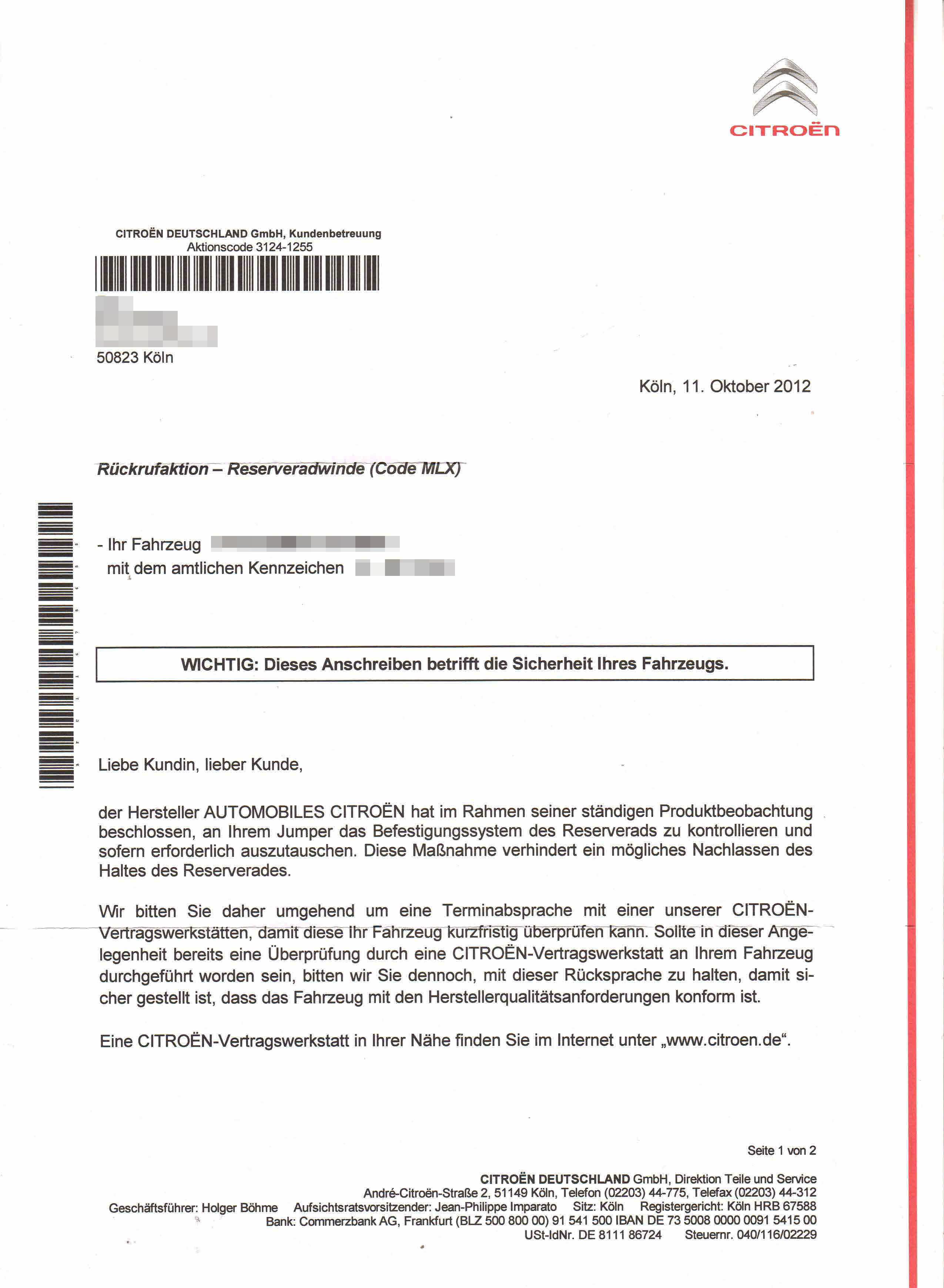
Brief von Citroën Deutschland mit dem Rückruf des Modells Jumper wegen möglicher Probleme mit der Reserveradwinde

Rückrufaktionen von Automobilen in Deutschland erfolgen nach den Regeln des ProdSG. Eine Rückrufpflicht besteht demzufolge, wenn von einem Mangel eine plötzliche, unvorhersehbare, unabwendbare und unmittelbare ernste Gefahr ausgeht. Ein Rückruf betrifft in der Regel sicherheitsrelevante Bauteile wie Lenkung, Bremsanlage, Fahrwerk, Motor, Airbags oder Sicherheitsgurte.
Zur Benachrichtigung der Fahrzeugbesitzer ist meist die Unterstützung des Kraftfahrt-Bundesamtes (KBA) erforderlich, da dieser Behörde der Name und die Anschrift des aktuellen Halters bekannt sind. Das KBA veröffentlicht jährlich eine Statistik der Gesamtzahl durchgeführter Rückrufe. 2010 war mit 185 Rückrufaktionen ein Rekordjahr, während im Jahre 2000 Hersteller nur 72 Mal Fahrzeuge zurückriefen. Die Statistik des KBA ist normalerweise nicht nach Automarken aufgeschlüsselt. Auf eine kleine Anfrage im Bundestag antwortete das KBA 2009 mit einer detaillierteren Übersicht der Rückrufe.
Einige Fahrzeughersteller beheben Mängel kostenfrei im Rahmen der Kfz-Inspektionen in Vertragswerkstätten. Man nennt dies auch „stillen“ Rückruf.
Die Verwendung und wörtliche Deutung des Begriffs "Rückruf" ist in solchen Fällen umstritten, in denen ein Mangel einfach durch ein Softwareupdate über ein Mobilfunknetz beim Kunden behoben wird, wie es beispielsweise bei Tesla gelegentlich geschieht. Man spricht hier von "Over-the-Air" (OTA) Updates.
Eine Rückrufaktion kann, wie das Beispiel Toyota zeigt, das Vertrauen des Konsumenten in den Hersteller und dessen Fahrzeuge mindern und zu Absatzeinbußen führen. Die Volkswagen AG verwendet für ihre Rückrufaktionen den euphemistischen Begriff Produktoptimierung. General Motors hat im ersten Quartal 2014 etwa 2,6 Millionen Fahrzeuge wegen defekter Zündschlösser (kann während der Fahrt in die "Aus"-Position springen) zurückgerufen und 2,2 Millionen Fahrzeuge aus anderen Gründen.
Die US-Bundesbehörde für Straßensicherheit NHTSA soll untätig geblieben sein.
| Hersteller      | Betroffene Fahrzeuge | Begründung                                                                 | Länder                         |
| --------------- | -------------------- | -------------------------------------------------------------------------- | ------------------------------ |
| Volkswagen      | 2.764.500            | Manipulationssoftware an Dieselfahrzeugen der Marken VW, Audi, Seat, Škoda | Deutschland, Österreich, China |
| Fiat (Chrysler) | 1.700.000            | Fehler am Lenkrad, Probleme mit Airbags                                    | USA, Kanada                    |
| Volkswagen      | 400.000              | Probleme mit Airbags                                                       | USA                            |
| Fiat (Chrysler) | 1.400.000            | Software-Sicherheitslücke                                                  | USA                            |
| Takata          | 19.200.000           | Probleme mit Airbags                                                       | USA                            |
| Suzuki          | 2.000.000            | Defekte bei Zündschlössern                                                 | Japan u. a.                    |

Ford musste von Anfang 2025 bis Mitte Juli 2025 89 offizielle Rückrufe bekanntgeben, ein Negativrekord. Betroffen waren oder sind über vier Millionen Fahrzeuge.

### Heimtierfutter
Der Tierfutterskandal um mit Melamin verseuchte Futtermittel für Hunde und Katzen löste 2007 die bisher größte Rückrufaktion in den USA aus.

### Informations- und Kommunikationstechnik

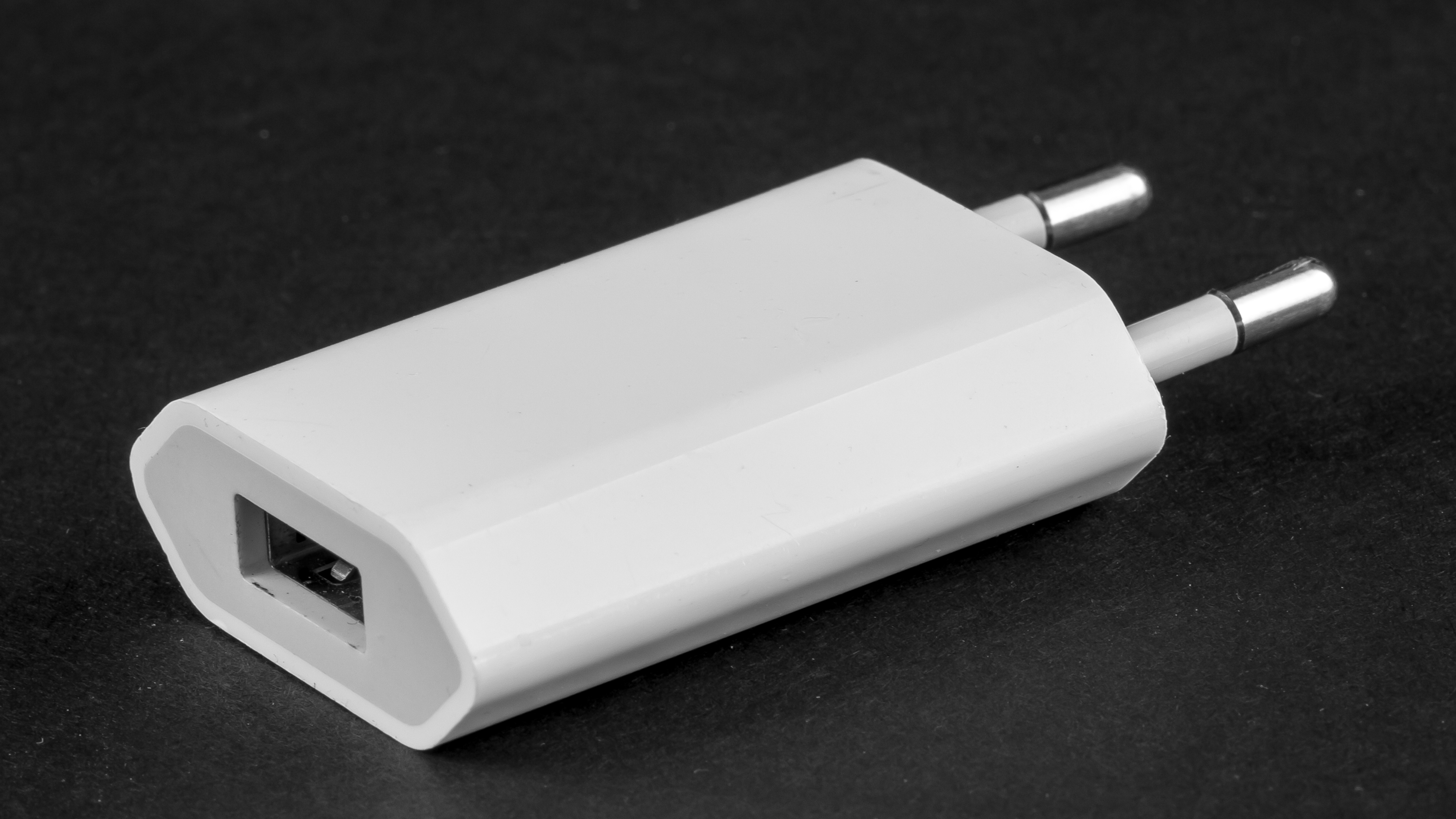
Das USB-Steckernetzteil von Apple, Modell A1300, hergestellt von Flextronics, wurde von Apple 2014 zurückgerufen

Dell und Apple haben im August 2006 defekte Lithium-Ionen-Akkus von Sony zurückgerufen. Auch im Jahr 2007 erfolgten mehrere Rückrufe von Akkus. Betroffen war neben Toshiba auch der Handy-Hersteller Nokia. Durch letzteren wurden 46 Millionen Akkus vom Typ BL-5C zurückgerufen, die von einem japanischen Unternehmen zwischen November 2005 und Dezember 2006 produziert worden waren. Samsung rief im Oktober 2016 das Smartphone Samsung Galaxy Note 7 zurück.

### Spielwaren
Im Jahr 2007 ergaben sich mehrere Rückrufe von Kinderspielzeug, die immenses Aufsehen erregten. Namhafte Spielwarenhersteller bzw. -importeure und -händler wie Mattel und Toys'R'Us hatten aufgrund fehlender Qualitätssicherungsmaßnahmen damit zu kämpfen, dass in der Volksrepublik China produzierte Artikel europäische oder bundesdeutsche Normen nicht erfüllten. So kam es zum Verkauf von Artikeln, die einen zu hohen Bleigehalt in der Farbe aufwiesen, was gerade bei Kleinkindern (wo davon auszugehen ist, dass die Gegenstände Kontakt mit dem Mund haben) zu schwerwiegenden gesundheitlichen Beeinträchtigungen (Bleivergiftung) führen kann. China geriet als Billiglohnland in die Kritik, aber auch in Deutschland wurde wieder eine Diskussion entfacht, dass nicht genügend Qualitätsprüfungen erfolgen würden. Auch die Weichmacher und die Verschluckbarkeit von Kleinteilen sind und waren ein Problem der Branche.

## Auswirkungen und Ziele
Rückrufaktionen erhöhen das Reputationsrisiko betroffener Unternehmen, das sich in sinkender Nachfrage äußern kann. Untersuchungen zufolge beeinflussen Rückrufaktionen das Kaufverhalten des Kunden nachhaltig negativ. Für über 20 % der Automobil-Kunden sei es naheliegend, nach einer Rückrufaktion vom Kauf der betroffenen Marke abzusehen, fast die Hälfte der Kunden sieht ihr Vertrauen in die Marke als beschädigt an. Ziel einer Rückrufaktion ist die Beseitigung des Produktfehlers durch Reparatur, Austausch oder ersatzlose Rücknahme. Bei Kraftfahrzeugen sind insbesondere Teile mit hohem Unfallrisiko betroffen (Motor, Bremsen, Sicherheitsgurte), Lebensmittel werden meist wegen Verunreinigungen zurückgenommen. Auch Patent- oder Wettbewerbsverletzungen können Grund einer Rückrufaktion sein.